# Into the Flow
Into the Flow è il terzo album in studio della cantautrice italiana Nathalie, pubblicato l'11 maggio 2018. Si tratta di un concept album perlopiù incentrato sullo scorrere dell'acqua.

## Tracce
1. In a World of Questions – 3:33
2. Smile-in-a-Box – 3:18
3. Tra le labbra – 3:35
4. Siamo specchi – 3:43
5. Dancer in the Rain – 4:38
6. In a Trash Can – 3:23
7. In un vortice – 3:28
8. I Feel a Stranger – 3:34
9. The Ocean Tide – 4:10
10. Who We Really Are – 3:38

## Classifiche
| Classifica (2018) | Posizione massima |
| ----------------- | ----------------- |
| Italia            | 93                |